# Rot-Weiss Essen 1973-1974
Questa voce raccoglie le informazioni riguardanti il Rot-Weiss Essen nelle competizioni ufficiali della stagione 1973-1974.

## Stagione
Nella stagione 1973-1974 il Rot Weiss Essen, allenato da Horst Witzler e Diethelm Ferner, concluse il campionato di Bundesliga al 13º posto. In Coppa di Germania il Rot Weiss Essen fu eliminato al primo turno dal Kaiserslautern.

## Rosa
| N. |                     | Ruolo | Calciatore       |
| -- | ------------------- | ----- | ---------------- |
|    | Germania (bandiera) | P     | Heinz Blasey     |
|    | Germania (bandiera) | P     | Udo Böhs         |
|    | Germania (bandiera) | P     | Fritz Stefens    |
|    | Germania (bandiera) | D     | Hermann Erlhoff  |
|    | Germania (bandiera) | D     | Bernhard Ochmann |
|    | Germania (bandiera) | D     | Wolfgang Rausch  |
|    | Germania (bandiera) | D     | Klaus Senger     |
|    | Germania (bandiera) | D     | Eberhard Strauch |
|    | Germania (bandiera) | D     | Gerd Wörmer      |
|    | Germania (bandiera) | C     | Hans Dörre       |
|    | Germania (bandiera) | C     | Peter Falter     |
|    | Germania (bandiera) | C     | Uwe Finnern      |

| N. |                        | Ruolo | Calciatore       |
| -- | ---------------------- | ----- | ---------------- |
|    | Germania (bandiera)    | C     | Günter Fürhoff   |
|    | Germania (bandiera)    | C     | Werner Lorant    |
|    | Germania (bandiera)    | C     | Heiko Mertes     |
|    | Germania (bandiera)    | C     | Willibald Weiss  |
|    | Germania (bandiera)    | A     | Dieter Bast      |
|    | Germania (bandiera)    | A     | Werner Brosda    |
|    | Paesi Bassi (bandiera) | A     | Harry de Vlugt   |
|    | Germania (bandiera)    | A     | Pille Gecks      |
|    | Germania (bandiera)    | A     | Jürgen Hasebrink |
|    | Paesi Bassi (bandiera) | A     | Willi Lippens    |
|    | Germania (bandiera)    | A     | Alfons Sikora    |

## Organigramma societario
Area tecnica
- Allenatore: Diethelm Ferner
- Allenatore in seconda:
- Preparatore dei portieri:
- Preparatori atletici:

## Calciomercato

### Sessione estiva
| Acquisti | Acquisti      | Acquisti           | Acquisti |
| R.       | Nome          | da                 | Modalità |
| -------- | ------------- | ------------------ | -------- |
| P        | Udo Böhs      | First Vienna       |          |
| C        | Werner Lorant | Borussia Dortmund  |          |
| D        | Klaus Senger  | Fortuna Düsseldorf |          |
| D        | Gerd Wörmer   | RW Oberhausen      |          |

| Cessioni | Cessioni           | Cessioni      | Cessioni |
| R.       | Nome               | a             | Modalità |
| -------- | ------------------ | ------------- | -------- |
| C        | Hermann Bredenfeld | St. Pauli     |          |
| A        | Helmut Littek      | BV Altenessen |          |
| D        | Roland Peitsch     | Hannover 96   |          |

### Sessione invernale
| Acquisti | Acquisti | Acquisti | Acquisti |
| R.       | Nome     | da       | Modalità |
| -------- | -------- | -------- | -------- |

| Cessioni | Cessioni | Cessioni | Cessioni |
| R.       | Nome     | a        | Modalità |
| -------- | -------- | -------- | -------- |

## Risultati

### Bundesliga

#### Girone di andata
| Arbitro: | Zuchantke |

|                   |           |             |
| Hickersberger 16’ | Marcatori | 68’ Lippens |

| Arbitro: | Betz |

|                  |           |                                                          |
| de Vlugt 7’, 37’ | Marcatori | 21’ Danner 36’, 48’ (rig.), 53’, 71’ Heynckes 76’ Wimmer |

| Arbitro: | Schumann |

|                        |           |  |
| Müller 60’ (rig.), 72’ | Marcatori |  |

| Arbitro: | Seiler |

|  |           |                           |
|  | Marcatori | 28’ Zimmermann 54’ Struth |

| Arbitro: | Siepe |

|             |           |                                               |
| Lippens 67’ | Marcatori | 37’ Brei 53’ Hesse 60’ Geye 75’ (rig.) Herzog |

| Arbitro: | Nützel |

|                |           |              |
| Hermandung 82’ | Marcatori | 57’ de Vlugt |

| Arbitro: | Schäfer |

|                              |           |           |
| Bast 49’ (rig.) de Vlugt 53’ | Marcatori | 7’ Cremer |

| Arbitro: | Kindervater |

|                                    |           |                 |
| Kremers 28’, 84’ (rig.) Scheer 56’ | Marcatori | 26’ (rig.) Bast |

| Arbitro: | Tschenscher |

|                               |           |              |
| de Vlugt 58’ Lippens 71’, 85’ | Marcatori | 59’ Dietrich |

| Arbitro: | Schmoock |

|               |           |                             |
| Kasperski 24’ | Marcatori | 20’ (aut.) Kaemmer 76’ Bast |

| Arbitro: | Roth |

|                                                                       |           |                                                |
| Fürhoff 16’ Lippens 31’ de Vlugt 45’, 50’ Kunter 75’ (aut.) Weiss 77’ | Marcatori | 19’ Grabowski 32’ (aut.) Senger 89’ Hölzenbein |

| Arbitro: | Biwersi |

|                        |           |                         |
| Weber 3’ Löhr 11’, 65’ | Marcatori | 5’ de Vlugt 88’ Lippens |

| Arbitro: | Riegg |

|                                           |           |                  |
| Lippens 11’, 13’ Fürhoff 22’ de Vlugt 28’ | Marcatori | 75’, 80’ Lehmann |

| Kaiserslautern 3 novembre 1973, ore 15:30 CET 14ª giornata | Kaiserslautern | 0 – 0 referto | Rot-Weiss Essen | Betzenbergstadion (18 000 spett.)\| Arbitro: \| Berner \| |
| Arbitro:                                                   | Berner         |               |                 |                                                           |

| Arbitro: | Ohmsen |

|                                   |           |                                       |
| Weiss 20’ Erlhoff 66’, 81’ (rig.) | Marcatori | 36’ Stickel 65’ Ettmayer 87’ Ohlicher |

| Arbitro: | Dreher |

|              |           |                        |
| Tenhagen 11’ | Marcatori | 6’ Fürhoff 35’ Lippens |

| Arbitro: | Frickel |

|             |           |             |
| de Vlugt 4’ | Marcatori | 11’ Volkert |

#### Girone di ritorno
| Arbitro: | Gabor |

|                 |           |                        |
| Bast 10’ (rig.) | Marcatori | 19’ Theis 75’ Kostedde |

| Arbitro: | Aldinger |

|                       |           |                              |
| Bonhof 31’ Danner 75’ | Marcatori | 22’ de Vlugt 88’ (rig.) Bast |

| Arbitro: | Kollmann |

|  |           |                 |
|  | Marcatori | 68’ Torstensson |

| Arbitro: | Redelfs |

|                      |           |                                 |
| Kucharski 90’ (rig.) | Marcatori | 33’ Dörre 67’ Lippens 77’ Gecks |

| Arbitro: | Hilker |

|                         |           |  |
| Zewe 48’, 80’ Budde 73’ | Marcatori |  |

| Arbitro: | Basedow |

|                           |           |                             |
| Erlhoff 10’, 23’ Bast 67’ | Marcatori | 30’ (rig.) Müller 59’ Riedl |

| Arbitro: | Horstmann |

|                     |           |  |
| Pröpper 5’ Jung 19’ | Marcatori |  |

| Arbitro: | Eschweiler |

|                      |           |                                                      |
| Lorant 68’ Gecks 88’ | Marcatori | 21’ Fischer 45’ Rüssmann 51’ Kremers 72’, 90’ Scheer |

| Arbitro: | Haselberger |

|             |           |            |
| Höttges 29’ | Marcatori | 51’ Wörmer |

| Arbitro: | Seiler |

|                 |           |             |
| Bast 31’ (rig.) | Marcatori | 89’ Kaemmer |

| Arbitro: | Picker |

|                                                      |           |  |
| Nickel 8’, 57’ Kalb 19’, 58’ Rohrbach 65’ Parits 90’ | Marcatori |  |

| Arbitro: | Lutz |

|           |           |            |
| Wörmer 7’ | Marcatori | 67’ Simmet |

| Arbitro: | Fork |

|           |           |  |
| Dietz 14’ | Marcatori |  |

| Arbitro: | Frickel |

|                                   |           |                                         |
| Fürhoff 4’ Lippens 68’ Lorant 74’ | Marcatori | 16’ Schwarz 60’ Sandberg 86’ Toppmöller |

| Arbitro: | Linn |

|  |           |                                   |
|  | Marcatori | 5’ Lippens 62’ Bast 86’ Hasebrink |

| Arbitro: | Riegg |

|                             |           |                        |
| Lippens 36’ Bast 40’ (rig.) | Marcatori | 35’ Tenhagen 76’ Balte |

| Arbitro: | Zuchantke |

|                      |           |                        |
| Zaczyk 12’ Nogly 78’ | Marcatori | 3’, 88’ Gecks 73’ Bast |

### Coppa di Germania
| Arbitro: | Dreher |

|                                                              |           |                                 |
| Meier 15’ Laumen 48’ Wörmer 92’ (aut.) Pirrung 95’ Bitz 104’ | Marcatori | 23’ Bast 89’ Gecks 111’ Erlhoff |

## Statistiche

### Statistiche di squadra
| Competizione      | Punti | In casa | In casa | In casa | In casa | In casa | In casa | In trasferta | In trasferta | In trasferta | In trasferta | In trasferta | In trasferta | Totale | Totale | Totale | Totale | Totale | Totale | DR  |
| Competizione      | Punti | G       | V       | N       | P       | Gf      | Gs      | G            | V            | N            | P            | Gf           | Gs           | G      | V      | N      | P      | Gf     | Gs     | DR  |
| ----------------- | ----- | ------- | ------- | ------- | ------- | ------- | ------- | ------------ | ------------ | ------------ | ------------ | ------------ | ------------ | ------ | ------ | ------ | ------ | ------ | ------ | --- |
| Bundesliga        | 31    | 17      | 5       | 6       | 6       | 35      | 40      | 17           | 5            | 5            | 7            | 21           | 30           | 34     | 10     | 11     | 13     | 56     | 70     | -14 |
| Coppa di Germania | -     | 0       | 0       | 0       | 0       | 0       | 0       | 1            | 0            | 0            | 1            | 3            | 5            | 1      | 0      | 0      | 1      | 3      | 5      | -2  |
| Totale            | 31    | 17      | 5       | 6       | 6       | 35      | 40      | 18           | 5            | 5            | 8            | 24           | 35           | 35     | 10     | 11     | 14     | 59     | 75     | -16 |

### Andamento in campionato
| Giornata  | 1 | 2  | 3  | 4  | 5  | 6  | 7  | 8  | 9  | 10 | 11 | 12 | 13 | 14 | 15 | 16 | 17 | 18 | 19 | 20 | 21 | 22 | 23 | 24 | 25 | 26 | 27 | 28 | 29 | 30 | 31 | 32 | 33 | 34 |
| --------- | - | -- | -- | -- | -- | -- | -- | -- | -- | -- | -- | -- | -- | -- | -- | -- | -- | -- | -- | -- | -- | -- | -- | -- | -- | -- | -- | -- | -- | -- | -- | -- | -- | -- |
| Luogo     | T | C  | T  | C  | C  | T  | C  | T  | C  | T  | C  | T  | C  | T  | C  | T  | C  | C  | T  | C  | T  | T  | C  | T  | C  | T  | C  | T  | C  | T  | C  | T  | C  | T  |
| Risultato | N | P  | P  | P  | P  | N  | V  | P  | V  | V  | V  | P  | V  | N  | N  | V  | N  | P  | N  | P  | V  | P  | V  | P  | P  | N  | N  | P  | N  | P  | N  | V  | N  | V  |
| Posizione | 8 | 16 | 17 | 18 | 18 | 18 | 17 | 18 | 17 | 15 | 12 | 13 | 13 | 13 | 13 | 11 | 9  | 11 | 10 | 13 | 11 | 12 | 12 | 12 | 13 | 13 | 13 | 13 | 13 | 14 | 13 | 13 | 13 | 13 |

Legenda:

Luogo: C = Casa; T = Trasferta. Risultato: V = Vittoria; N = Pareggio; P = Sconfitta.

### Statistiche dei giocatori
| Giocatore        | Bundesliga | Bundesliga | Bundesliga  | Bundesliga | Coppa di Germania | Coppa di Germania | Coppa di Germania | Coppa di Germania | Totale   | Totale | Totale      | Totale     |
| Giocatore        | Presenze   | Reti       | Ammonizioni | Espulsioni | Presenze          | Reti              | Ammonizioni       | Espulsioni        | Presenze | Reti   | Ammonizioni | Espulsioni |
| ---------------- | ---------- | ---------- | ----------- | ---------- | ----------------- | ----------------- | ----------------- | ----------------- | -------- | ------ | ----------- | ---------- |
| D. Bast          | 34         | 10         | 2           | 0          | 1                 | 1                 | 0                 | 0                 | 35       | 11     | 2           | 0          |
| H. Blasey        | 20         | 0          | 0           | 0          | 1                 | 0                 | 0                 | 0                 | 21       | 0      | 0           | 0          |
| W. Brosda        | 4          | 0          | 0           | 0          | 0                 | 0                 | 0                 | 0                 | 4        | 0      | 0           | 0          |
| M. Burgsmüller   | 0          | 0          | 0           | 0          | 0                 | 0                 | 0                 | 0                 | 0        | 0      | 0           | 0          |
| U. Böhs          | 12         | 0          | 0           | 0          | 0                 | 0                 | 0                 | 0                 | 12       | 0      | 0           | 0          |
| H. Dörre         | 18         | 1          | 4           | 0          | 0                 | 0                 | 0                 | 0                 | 18       | 1      | 4           | 0          |
| H. Erlhoff       | 26         | 4          | 2           | 0          | 1                 | 1                 | 0                 | 0                 | 27       | 5      | 2           | 0          |
| P. Falter        | 0          | 0          | 0           | 0          | 0                 | 0                 | 0                 | 0                 | 0        | 0      | 0           | 0          |
| D. Ferner        | 8          | 0          | 1           | 0          | 0                 | 0                 | 0                 | 0                 | 8        | 0      | 1           | 0          |
| U. Finnern       | 13         | 0          | 1           | 0          | 0                 | 0                 | 0                 | 0                 | 13       | 0      | 1           | 0          |
| G. Fürhoff       | 33         | 4          | 1           | 0          | 1                 | 0                 | 0                 | 0                 | 34       | 4      | 1           | 0          |
| P. Gecks         | 20         | 4          | 1           | 0          | 1                 | 1                 | 0                 | 0                 | 21       | 5      | 1           | 0          |
| J. Hasebrink     | 1          | 1          | 0           | 0          | 0                 | 0                 | 0                 | 0                 | 1        | 1      | 0           | 0          |
| H. Lindner       | 0          | 0          | 0           | 0          | 0                 | 0                 | 0                 | 0                 | 0        | 0      | 0           | 0          |
| W. Lippens       | 34         | 13         | 5           | 0          | 0                 | 0                 | 0                 | 0                 | 34       | 13     | 5           | 0          |
| W. Lorant        | 28         | 2          | 5           | 0          | 1                 | 0                 | 0                 | 0                 | 29       | 2      | 5           | 0          |
| H. Mertes        | 0          | 0          | 0           | 0          | 0                 | 0                 | 0                 | 0                 | 0        | 0      | 0           | 0          |
| B. Ochmann       | 1          | 0          | 0           | 0          | 0                 | 0                 | 0                 | 0                 | 1        | 0      | 0           | 0          |
| W. Rausch        | 34         | 0          | 6           | 0          | 1                 | 0                 | 0                 | 0                 | 35       | 0      | 6           | 0          |
| H. Ridderbusch   | 0          | 0          | 0           | 0          | 0                 | 0                 | 0                 | 0                 | 0        | 0      | 0           | 0          |
| J. Rynio         | 0          | 0          | 0           | 0          | 0                 | 0                 | 0                 | 0                 | 0        | 0      | 0           | 0          |
| K. Senger        | 25         | 0          | 2           | 0          | 1                 | 0                 | 0                 | 0                 | 26       | 0      | 2           | 0          |
| A. Sikora        | 9          | 0          | 0           | 0          | 0                 | 0                 | 0                 | 0                 | 9        | 0      | 0           | 0          |
| F. Stefens       | 2          | 0          | 0           | 0          | 0                 | 0                 | 0                 | 0                 | 2        | 0      | 0           | 0          |
| E. Strauch       | 24         | 0          | 3           | 0          | 1                 | 0                 | 0                 | 0                 | 25       | 0      | 3           | 0          |
| W. Weiss         | 26         | 2          | 1           | 0          | 1                 | 0                 | 0                 | 0                 | 27       | 2      | 1           | 0          |
| G. Wieczorkowski | 0          | 0          | 0           | 0          | 0                 | 0                 | 0                 | 0                 | 0        | 0      | 0           | 0          |
| G. Wörmer        | 30         | 2          | 2           | 0          | 1                 | 0                 | 0                 | 0                 | 31       | 2      | 2           | 0          |
| H. de Vlugt      | 22         | 11         | 2           | 0          | 0                 | 0                 | 0                 | 0                 | 22       | 11     | 2           | 0          |